# Atom Heart Mother
Atom Heart Mother (en español Corazón Atómico de Madre) es el quinto álbum de estudio de la banda de Rock progresivo Pink Floyd, lanzado el 2 de octubre de 1970 por EMI. Es el primer álbum que trabaja con el género rock progresivo, ya que la banda empieza a alejarse con la experimentación del género rock psicodélico.

## Contexto
Para 1969 la banda seguía sosteniendo el sonido que años antes había logrado. Con la separación de Syd Barrett, los integrantes de la banda deciden seguir la carrera cuesta arriba.
La primera canción del álbum, llamada "Atom Heart Mother", una composición musical en donde se muestra la perspicacia de los sonidos de cada uno de los integrantes. Este tema ocupa el primer lado entero del LP, repitiendo patrones de la banda por largas composiciones instrumentales. Esta pieza no iba a ser orquestada originalmente. Hasta el momento en que reunieron todo el trabajo realizado, la idea de orquestarla no surgió. Ron Geesin se encargó de la orquestación, y tuvo serios problemas con la banda.[cita requerida] Abandonó el proyecto sin que fuera completado con lo cual debió finalizarlo John Alldis. Originalmente se iba a llamar "The Amazing Pudding", pero era un título que no les convencía, Ron Geesin les sugirió a la banda que leyeran algún diario para ver si les inspiraba un nombre. Fue Roger Waters quien al hojear un ejemplar del Evening Standard encontró una noticia acerca de una mujer embarazada que había sido sometida a una operación de corazón, y tenía un marcapasos atómico.[cita requerida] Su título, "Atom Heart Mother", sirvió para rebautizar tanto el tema como el álbum. La canción está dividida en partes debido a que en el momento en que fue editada se cobraban derechos de autor dependiendo de la cantidad de temas del disco.
Seguido a este se encuentra "If", canción autorreferencial escrita por Waters.
A continuación la titulada "Summer '68", escrita por Richard Wright, es una crítica al estilo de vida de los músicos del rock. Cuenta con una extraña aportación orquestal y un final suave. 
La tercera canción, "Fat Old Sun", es una suave balada con toques folk y de blues, escrita por David Gilmour, coronada al final por un característico solo de guitarra.
Finalizando el álbum se encuentra "Alan's Psychedelic Breakfast", traducida literalmente como "El Desayuno Psicodélico De Alan". La canción, como su nombre lo indica, es de estilo psicodélico ya que combina pasajes instrumentales con sonidos de desayuno grabados en la cocina del propio Nick Mason. En la canción se aprecian tres partes diferentes, con sonidos como cereales volcándose en un cuenco, huevos friéndose y una grifo goteando. En las ediciones de vinilo, el sonido de la gota de agua se grabó de forma tal que se siguiera escuchando in aeternum en los reproductores de discos que carecieran reposición automática de brazo fonocaptor.
En la tapa del álbum se puede ver a una vaca en un campo. No contiene texto. La banda quería que la tapa de este disco fuera lo menos "Pink Floyd" y psicodélica posible. Hablaron con Storm Thorgerson, diseñador de la misma, quien se dirigió a un área rural y fotografió lo primero que vio. Lulubelle III es el nombre de la vaca que aparece en la portada.[cita requerida]

## Grabación y producción
El álbum fue grabado entre diciembre de 1969 y agosto de 1970 en los EMI Studios. Fue producido por los miembros Pink Floyd y Norman Smith. La ingeniería de sonido estuvo a cargo de Peter Bown y Alan Parsons. Fue editado en formato LP el 2 de octubre de 1970.
Una versión remasterizada digitalmente fue editada en disco compacto en 1994 en UK y en 1995 en US.

## Lista de canciones
Todas las letras escritas por Roger Waters.
| Lado A |                                    |        |                                                                  |               |          |  |
| N.º    | Título                             | Letras | Música                                                           | Voz principal | Duración |  |
| 1.     | «Atom Heart Mother» (Instrumental) |        | Ron Geesin, David Gilmour, Nick Mason, Roger Waters, Rick Wright |               | 23:41    |  |

| Lado B |                                               |         |                                |               |          |  |
| N.º    | Título                                        | Letras  | Música                         | Voz principal | Duración |  |
| 1.     | «If»                                          | Waters  | Waters                         |               | 4:30     |  |
| 2.     | «Summer '68»                                  | Wright  | Wright                         |               | 5:28     |  |
| 3.     | «Fat Old Sun»                                 | Gilmour | Gilmour                        |               | 5:23     |  |
| 4.     | «Alan's Psychedelic Breakfast» (Instrumental) |         | Gilmour, Mason, Waters, Wright |               | 12:58    |  |

## Créditos

### Arte
- Jonathan Crossland: diseño gráfico.
- Anthony May: fotografía adicional.
- Storm Thorgerson: diseño gráfico.
- Hipgnosis: diseño de portada.

### Música
- Ron Geesin: orquestación (1).
- David Gilmour: bajo eléctrico (4, 5), batería (4, 5), guitarras, letras (4), voz (3, 4).
- Nick Mason: batería (1, 2, 3, 5), voz (1).
- Alan Styles: voz y efectos (5).
- Roger Waters: bajo eléctrico (1, 2, 3, 5), guitarra española (2), letras (2), voz (2).
- Rick Wright: letras (3), órgano Hammond (1, 2, 3, 5), piano (2, 3, 5), órgano Farfisa (1, 4), Mellotron (1), voz (3).

### Producción
- Peter Bown: ingeniería de sonido
- David Gilmour: producción.
- Nick Mason: producción.
- Alan Parsons: ingeniería de sonido.
- Norman Smith: producción.
- Roger Waters: producción.
- Rick Wright: producción.

## Posición en listas
| Año  | Lista                              | Mejor posición | Cita  |
| ---- | ---------------------------------- | -------------- | ----- |
| 1970 | Official Albums Chart Top 100 (UK) | 1              | [ 1 ] |
| 1970 | Billboard 200 (US)                 | 55             | [ 2 ] |

## Miscelánea
- Los sonidos de cocina que se oyen en la canción "Alan's Psychedelic Breakfast" fueron grabados en la cocina de Nick Mason.[cita requerida]

- El director estadounidense Stanley Kubrick solicitó a Pink Floyd que le dejaran usar su tema "Atom Heart Mother" en su película A Clockwork Orange. Kubrick quería licencia ilimitada para determinar qué porciones utilizar e incluso hacer montaje sonoro a su conveniencia, lo que rechazó Pink Floyd.[cita requerida] Sin embargo, ante la negativa, el director insertó Atom Heart Mother en la película, en la escena donde Alex Delarge pasea por la tienda de discos, en el estante superior se puede distinguir fácilmente el álbum.
- En la reedición en disco compacto de 1994 el álbum viene acompañado de una tarjeta con dos recetas para desayuno, una en alemán y la otra en inglés. Las recetas parecen ser una especie de broma o exageración, las mismas incluyen por ejemplo: "1 camello mediano", "250 cabezas de ajo" o "1 cordero de primavera".[cita requerida]